# Maison située 13 rue Pop Lukina à Valjevo
La maison située 13 rue Pop Lukina à Valjevo (en serbe cyrillique : Кућа у Поп Лукиној број 13, Ваљево ; en serbe latin : Kuća u Pop Lukinoj broj 13, Valjevo) se trouve à Valjevo, dans le district de Kolubara en Serbie. Elle est inscrite sur la liste des monuments culturels protégés de la République de Serbie (identifiant no SK 2030),,,.

## Présentation
La maison, située 13 rue Pop Lukina, a été construite en 1912 selon un projet de l'ingénieur Čedomir Gagić,,, qui a également construit le bâtiment de la Caisse d'épargne à Valjevo. Son premier propriétaire a été Dimitrije Bogdanović, qui était président du Tribunal de première instance de la ville, et qui l'a vendue en 1952. Par son style, la façade sur rue est caractéristique de l'Art nouveau,.
La maison fait partie d'un ensemble de constructions résidentielles bâties au début du XXe siècle situées dans l'alignement de la rue. Les pièces d'habitation donnent sur la rue, tandis que la cuisine et les autres pièces auxiliaires donnent sur la cour ; les bâtiments à fonction économique se répartissent le long des parcelles. Les façades sur rue sont dotées de décorations caractéristiques de la première décennie du XXe siècle, avec des cordons moulurés et des plaques en céramique, ce qui montre l'influence de l'architecture européenne sur cette région de la Serbie. La maison du no 13 est l'une des plus belles de la rangée.
Dans cette maison, la façade de la rue principale est semblable à celle des autres maisons de la rangée ; elle est dotée de quatre fenêtres groupées par deux avec des décorations plastiques peu profondes ; ces ouvertures sont encadrées par une paire de demi-pilastres purement décoratifs qui se terminent par des motifs végétaux stylisés,. À la hauteur des fenêtres se trouve un cordon avec des motifs géométriques et, au-dessous du toit, une double corniche reposant sur de petites consoles décoratives rythme également la façade de manière horizontale,. Le toit est de structure complexe : la partie donnant sur la rue est à deux pans, tandis que la partie donnant sur la cour ne possède qu'un seul pan.
Aucune modification n'a été apportée à la maison à ce jour.